# Ohrnberg
Ohrnberg is een plaats in de Duitse gemeente Öhringen, deelstaat Baden-Württemberg, en telt 644 inwoners (2006).